# 펠리피 지 파울라
펠리피 지 파울라(포르투갈어: Felipe de Paula, 1988년 1월 17일 ~ )는 브라질의 전직 축구 선수로, 포지션은 스트라이커와 윙어를 소화한다. 2016 시즌 대한민국 K리그 챌린지 고양 자이크로 FC에서 활약한 바 있으며, 등록명은 데파울라였다.

## 선수 경력
펠리피 지 파울라는 투피 FC에서 선수 생활을 시작하였다. 2009년 폴란드의 폴로니아 스우비체로 이적하였다. 2012년 이후 선수 생활 대부분을 그리스에서 보냈다.
2016년 3월 대한민국 K리그 챌린지 고양 자이크로 FC에 입단하였으며, 22경기 출전 5골을 기록하였다.